# アンナ・マリア・スパノウ
アンナ・マリア・スパノウ（ギリシャ語: Άννα-Μαρία Σπανού、ラテン文字転写: Anna Maria Spanou、1995年11月18日 - ）は、ギリシャの女子バレーボール選手。ギリシャ代表。

## 来歴

### クラブチーム
ハルキス出身。2011年、Zaon Kifisiasへ入団し3年間プレー。2014年、Iraklis Kifisiasへ移籍し1年間プレーした。2015年、AEKアテネへ移籍し、ギリシャカップでは準優勝した。2016年、GS Ilioupolisへ移籍し1年間プレーした。2017年8月、タイのバンコクグラスと契約し、2017/18シーズンのタイリーグでは3位となった。その後、スペインのAnna Maria Spanouへ加入しプレーした。2018/19シーズンは再びGS Ilioupolisでプレーした。2019年、スロベニアのGEN-I Volleyへ移籍し1年間プレーした。2020年、フランスのBéziers Volleyへ移籍し、2020/21シーズンのフランスリーグで準優勝した。2021年7月、Terville-Florange OCへ移籍することが発表され、2021/22シーズンのフランスリーグでは4位となった。2022年、Levallois Sporting Clubへ加入し1年間プレーした。2023年、ドイツのRote Raben Vilsbiburgへ移籍し、2023/24シーズンのブンデスリーガに出場した。2024年、AON Amazonesへ移籍し1年間プレーした。

### 代表チーム
2017年、シニア代表に初選出され、同年の世界選手権欧州大陸予選に出場した。2022年、地中海競技大会に出場した。2023年、欧州選手権に出場した。

## 球歴
- 欧州選手権 - 2023年

## 所属クラブ
- Zaon Kifisias（2011-2014年）
- Iraklis Kifisias（2014-2015年）
- AEKアテネ（2015-2016年）
- GS Ilioupolis（2016-2017年）
- バンコクグラス（2017-2018年）
- CVB Barça（2018年）
- GS Ilioupolis（2018-2019年）
- GEN-I Volley（2019-2020年）
- Béziers Volley（2020-2021年）
- Terville-Florange OC（2021-2022年）
- Levallois Sporting Club（2022-2023年）
- Rote Raben Vilsbiburg（2023-2024年）
- AON Amazones（2024-2025年）
- AO Markópoulo（2025年-）